# Sultan Saeed
Sultan Saeed (ur. 1 sierpnia 1976) – lekkoatleta z Malediwów, sprinter, specjalizujący się w biegu na 100 metrów. Olimpijczyk z Aten.
W roku 2004 reprezentował swój kraj na igrzyskach olimpijskich w Atenach zajął wtedy, z czasem 11,72 s, ósme miejsce w swoim biegu eliminacyjnym i nie awansował do drugiej rundy konkursu.

## Rekordy życiowe
| Dystans       | Wynik (s) | Miejsce | Data             |
| ------------- | --------- | ------- | ---------------- |
| Bieg na 100 m | 11,72     | Ateny   | 24 sierpnia 2004 |